# Anolis andianus
Anolis andianus este o specie de șopârle din genul Anolis, familia Polychrotidae, descrisă de Boulenger 1885. Conform Catalogue of Life specia Anolis andianus nu are subspecii cunoscute.